# Пяша (Бековский район)
Пя́ша (мокш. Пяше) — село, административный центр Пяшинского сельсовета Бековского района Пензенской области. Расположено в 23 км к северо-востоку от районного центра — пгт Беково на левом берегу одноимённой реки (притока Хопра).

## Происхождение названия
Село названо по имени реки, на левом берегу которой расположено. Река Пяша является правым притоком Хопра.
Гидроним «Пяша» — от мокшанского «пяше» — «липа». Окончание обусловлено женским родом понятия «река» в русском языке, требующего соответствующего грамматического оформления. Кроме этого в официальных источниках использовалось наименование «Засецкое Пяша тож».

## История
Образовано из нескольких населённых пунктов: Монастырщина, Ананьино, Пяша и Дмитриевское. В начале XVIII века (до 1710 года) темниковским подьячим Ананием Борисовичем Немцовым на реке Пяша была поселена деревня Ананьино, а капитаном Осипом Степановичем Засекиным — село Покровское. Около 1720 года образовались сёла Дмитриевское и Пяша, основанные Борисоглебским монастырём и несколькими помещиками. В 1721—1747 годах прибыли крестьяне-переведенцы из Владимирского, Белозерского, Нижегородского, Ряжского и Темниковского уездов. В XX веке в черту села была включена деревня Ключовка.
В 1920—1921 годах XX века село Пяша находилось на территории Тамбовского восстания (Антоновщины).
Долгое время в селе Пяша существовала община староверов — кулугур. В селе у них имелся свой молельный дом. На территории села имеется кулугурское кладбище.
10 октября 1899 года освящён новый каменный храм во имя Покрова Божией Матери. В 1902 году приходской священник Иоанн Поляков награждён камилавкой. В 30-е годы храм разрушен до основания. В настоящее время в селе строится православный храм. Под него перестраивается полуразрушенное здание книжного магазина.
В настоящее время имеется автобусное сообщение с районным центром Беково.

## Достопримечательности
Перед бывшим зданием сельсовета находится братская могила большевиков, убитых в период Тамбовского восстания в 1921 году:
- воспитательницы детского дома имени III Интернационала в селе Никольском, комсомолки Воскресенской Марии Николаевны (1900—1921), которая несмотря на пытки отказалась выдать ключи от склада с продовольствием;
- председателя Пяшинского волисполкома, убитого в с. Яковлевке Гаврикова Дмитрия Яковлевича (1884—1921);
- учителя школы из с. Гранки, убитого в с. Никольском Ермишина Василия Григорьевича (?-1921);
- учителя школы из с. Пяша, члена Сердобского уисполкома, убитого в с. Никольском Ярыгина Акима Еремеевича (1892—1921);
- коммуниста Зайцева Сергея Прокофьевича (?-1921);
- коммуниста Шишкина Семёна Ионовича (?-1921);
- коммуниста Зиновьева Ивана Ивановича (?-1921).

Памятник героям Великой Отечественной войны со списком погибших.
В 12 км к северу-северо-западу от села находится могильник из двух курганов овальной формы эпохи бронзы высотой до 2-х метров.
Памятником производственной архитектуры является металлический мост через реку Пяшу на село Ананьино (пролет 17 м), выстроенный Сердобским земством в XIX веке.
Явленский источник с часовней во имя Лиддской иконы Божьей Матери, находящийся в 1 км от села Пяша. Одна из центральных икон часовни — «Нечаянная радость».

## Численность населения[19][20]
| год                | 1859 | 1877 | 1926 | 1959 | 1979 | 1989 | 1996 | 2004 | 2007 | 2010 |
| ------------------ | ---- | ---- | ---- | ---- | ---- | ---- | ---- | ---- | ---- | ---- |
| количество жителей | 253  | 978  | 2144 | 445  | 318  | 271  | 276  | 176  | 164  | 139  |

## Известные люди
- Дубровин, Михаил Яковлевич — Герой Советского Союза;
- Зарина, Екатерина Ивановна — писательница, мемуаристка;
- Ильин, Александр Яковлевич — полный кавалер ордена Славы;
- Павкина, Лидия Ивановна — Герой Социалистического Труда.